# NGC 5630
NGC 5630 est une galaxie spirale barrée (magellanique ?) située dans la constellation du Bouvier. Sa vitesse par rapport au fond diffus cosmologique est de 2 826 ± 11 km/s, ce qui correspond à une distance de Hubble de 41,7 ± 2,9 Mpc (∼136 millions d'al). NGC 5630 a été découverte par l'astronome germano-britannique William Herschel en 1787.
La classe de luminosité de NGC 5630 est IV-V et elle présente une large raie HI. NGC 5630 est une galaxie du champ, c'est-à-dire qu'elle n'appartient pas à un amas ou un groupe et qu'elle est donc gravitationnellement isolée.
À ce jour, une dizaine de mesures non basées sur le décalage vers le rouge (redshift) donnent une distance de 31,910 ± 5,181 Mpc (∼104 millions d'al), ce qui est à l'extérieur des valeurs de la distance de Hubble. Notons que c'est avec la valeur moyenne des mesures indépendantes, lorsqu'elles existent, que la base de données NASA/IPAC calcule le diamètre d'une galaxie et qu'en conséquence le diamètre de NGC 5630 pourrait être d'environ 30,2 kpc (∼98 500 al) si on utilisait la distance de Hubble pour le calculer.

## Supernova
Deux supernovas ont été découvertes dans NGC 5630 : SN 2005dp et SN 2006am.

### SN 2005dp
Cette supernova a été découverte le 27 août à Yamagata au Japon par l'astronome japonais Koichi Itagaki. Cette supernova était de type II.

### SN 2006am
Cette supernova a été découverte le 22 février par E. Lee et W. Li dans le cadre du programme conjoint LOSS/KAIT (Lick Observatory Supernova Search de l'observatoire Lick et The Katzman Automatic Imaging Telescope de l'université de Californie à Berkeley. Cette supernova était de type IIn.